# Zagrammosoma hobbesi
Zagrammosoma hobbesi är en stekelart som beskrevs av Lasalle 1989. Zagrammosoma hobbesi ingår i släktet Zagrammosoma och familjen finglanssteklar. Inga underarter finns listade i Catalogue of Life.